# Triphleba laticosta
Triphleba laticosta är en tvåvingeart som beskrevs av Borgmeier 1962. Triphleba laticosta ingår i släktet Triphleba och familjen puckelflugor. Inga underarter finns listade i Catalogue of Life.